# L'uomo del Klan
L'uomo del Klan (The Klansman) è un film statunitense del 1974 diretto da Terence Young.
È un film drammatico ambientato nella contea di Atoka, in Oklahoma, con protagonisti Lee Marvin, nel ruolo di uno sceriffo che cerca di contrastare il Ku Klux Klan, Richard Burton e Cameron Mitchell. È basato sul romanzo del The Klansman di William Bradford Huie.

## Trama
Uno sceriffo cerca di mantenere la pace mentre un conflitto razziale colpisce la sua piccola città dell'Alabama. Le tensioni esplodono quando un uomo di colore viene accusato di aver violentato una donna bianca.

## Produzione
Il film, diretto da Terence Young su una sceneggiatura di Millard Kaufman e Samuel Fuller con il soggetto di William Bradford Huie (autore del romanzo), fu prodotto da William D. Alexander per la Atlanta Productions e girato a Oroville in California con un budget stimato in 5 milioni di dollari.

## Distribuzione
Il film fu distribuito negli Stati Uniti dal 13 novembre 1974 al cinema dalla Paramount Pictures.
Alcune delle uscite internazionali sono state:
- in Germania Ovest il 25 ottobre 1974 (Atoka)
- in Austria nel novembre del 1974 (Verflaucht sind sie alle)
- nei Paesi Bassi il 9 gennaio 1975
- in Francia il 15 gennaio 1975 (L'homme du clan)
- in Norvegia il 25 agosto 1975
- in Finlandia il 24 ottobre 1975 (Verinen joukko)
- in Messico il 22 gennaio 1976 (Justicieros del mal)
- in Spagna il 26 aprile 1976 (El hombre del clan)
- in Svezia il 13 dicembre 1976
- in Giappone il 5 febbraio 1977
- in Danimarca il 24 febbraio 1977 (Det flammende kors)
- in Turchia il 22 ottobre 1979 (Devler Çarpisiyor)
- in Polonia (Czlowiek klanu)
- in Grecia (Flegomenoi stavroi)
- in Ungheria (Lángoló kereszt)
- in Brasile (O Homem da Klã)
- in Italia (L'uomo del Klan)

## Promozione
La tagline è: "Welcome to scenic Atoka County. Pop 10,000. Cross burnings. Rape. Murder. Arson. Its a great place to live...... if THEY let you.".

## Accoglienza

### Critica
(Achille Valdata, Stampa Sera, 2 dicembre 1974)
(Sandro Casazza, La Stampa, 8 dicembre 1974)